# José Alonso de Ibáñez
José Alonso de Ibáñez y Ordóñez Sánchez de la Concha, marqués de Santa Cruz de Inguanzo y vizconde de San Pedro (Sevilla, 1828-1892). Abogado y escritor vinculado a la corriente «neocatólica».

## Reseña biográfica
Fue gentilhombre de Isabel II y diputado a Cortes por Jerez de la Frontera en 1866. Fue uno de los fundadores y redactores de El Pensamiento Español (1860-1874) y también estuvo entre los redactores del diario La Constancia (1867-1868).[cita requerida] Durante la tercera guerra carlista desempeñó algunas misiones diplomáticas y al regresar a España fundó El Diario de Sevilla (1882-1901). En 1888 siguió a Nocedal y perteneció al partido integrista. Falleció en Sevilla en 1892.